# Železne dveri (dvorec)
Železne dveri (Eisenthor) je bil vinogradniški dvorec, zgrajen v drugi polovici 18. stoletja v Jeruzalemskih goricah južno od Ljutomera. Enonadstropno oz. visokopritlično poslopje v baročnem slogu je imelo tloris v obliki črke L in kamnite profilirane obrobe okenskih odprtin, pripadalo mu je še manjše gospodarsko poslopje. Dvorec je stal ob robu istoimenske vasi.
V prvotni obliki je bil dvorec zgrajen že stoletje prej na mestu dvorca iz zgodnjega 14. stoletja, ki je spadal pod posest samostana Admont, tako da je bil upodobljen na Vischerjevem zemljevidu Štajerske in bakrorezu Ljutomera z okolico v Topografiji vojvodine Štajerske konec 17. stoletja. Končno obliko je nato dobil ob prezidavi po letu 1751.
Posesti je benediktinski red iz Admonta izgubil ob nacionalizaciji po drugi svetovni vojni. Med leti 1986 in 1990 je bil dvorec temeljito prenovljen. Benediktinci so leta 1997 z denacionalizacijo dobili Železne dveri z okoliškimi vinogradi nazaj in ga uporabljali kot vinsko klet v okviru podjetja Dveri-Pax. Leta 2008 je bil dvorec razglašen za nepremični kulturni spomenik lokalnega pomena.
Leta 2018 pa so se na stavbi pojavile večje razpoke zaradi posedanja okoliškega terena, kar so sosedi pripisali nestrokovni prenovi in kopanju po nižje ležečih vinogradih, ki spadajo v Krajinski park Ljutomerski ribniki – Jeruzalemske gorice. Dvorec je bil zapuščen in je v naslednjih letih propadal, do oktobra 2023, ko se je v celoti porušil.